# Gymnopilus mesosporus
Gymnopilus mesosporus är en svampart som beskrevs av E. Horak 1989. Gymnopilus mesosporus ingår i släktet Gymnopilus och familjen Strophariaceae.   Inga underarter finns listade i Catalogue of Life.